# Aubusson-d’Auvergne
Aubusson-d’Auvergne ist ein Ort und eine zentralfranzösische Gemeinde (commune) mit 216 Einwohnern (Stand: 1. Januar 2022) im Département Puy-de-Dôme in der Region Auvergne-Rhône-Alpes (vor 2016 Auvergne). Die Gemeinde gehört zum Arrondissement Thiers und zum Kanton Les Monts du Livradois (bis 2015 Courpière). 

## Lage
Aubusson-d’Auvergne liegt etwa 38 Kilometer ostsüdöstlich von Clermont-Ferrand. Umgeben wird Aubusson-d’Auvergne von den Nachbargemeinden Vollore-Ville im Norden, Augerolles im Süden und Osten sowie Courpière im Westen.

## Bevölkerungsentwicklung
| Jahr                       | 1962 | 1968 | 1975 | 1982 | 1990 | 1999 | 2008 | 2013 |
| Einwohner                  | 278  | 242  | 221  | 194  | 191  | 220  | 221  | 242  |
| Quellen: Cassini und INSEE |      |      |      |      |      |      |      |      |

## Sehenswürdigkeiten
- Kirche Notre-Dame von Espinasse aus dem 15. Jahrhundert, seit 1985 Monument historique
- Kirche im Ortszentrum aus dem 15. Jahrhundert

## Weblinks

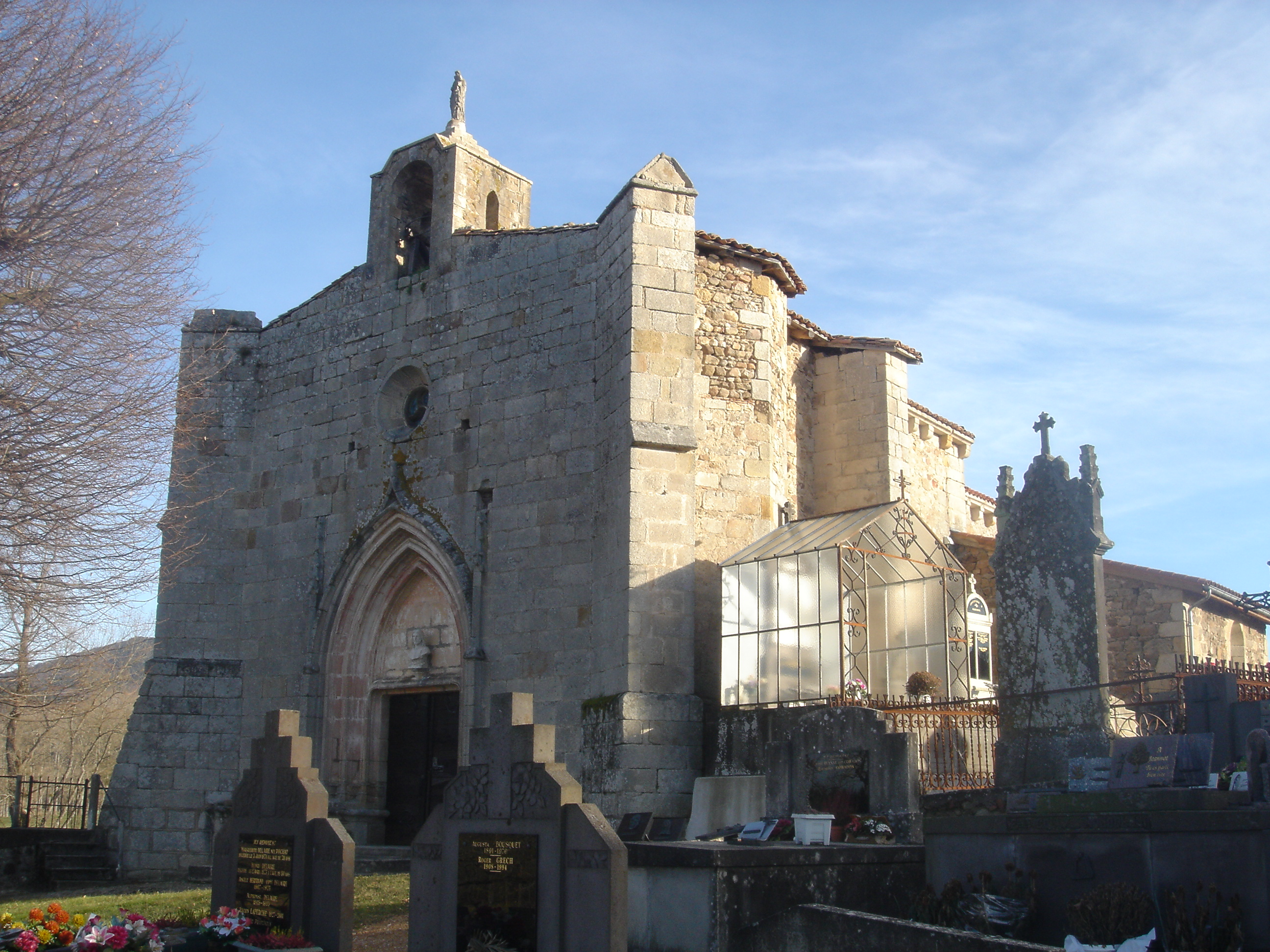
Kirche Notre-Dame von Espinasse